# Chester, New Hampshire

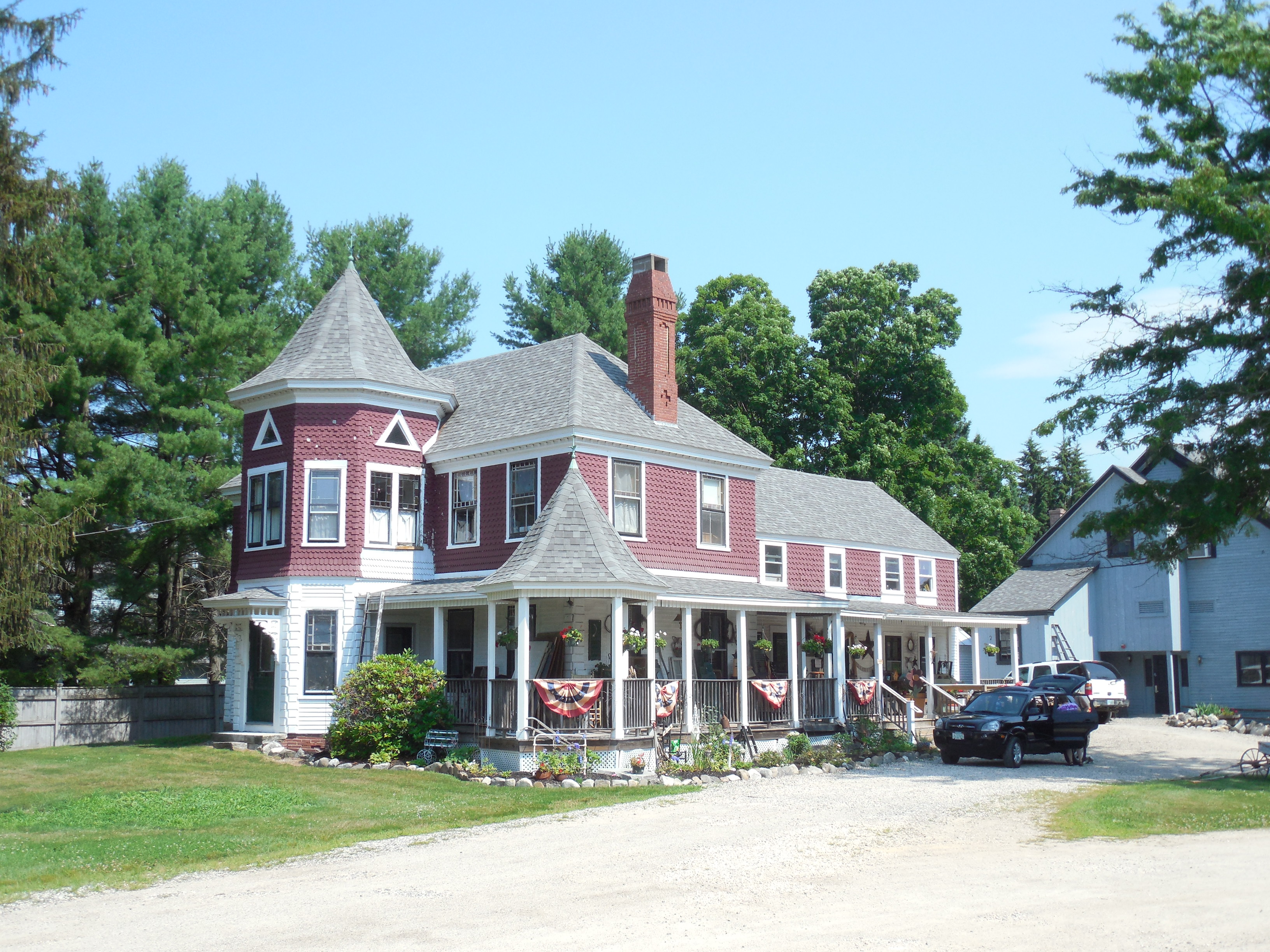

Chester är en kommun (town) i Rockingham County i delstaten New Hampshire, USA med 5 232 invånare (2020). 